# Blanfordgimpel
Der Blanfordgimpel (Agraphospiza rubescens, Syn.: Carpodacus rubescens) ist ein Singvogel aus der Familie der Finken. Er ähnelt dem einheimischen Karmingimpel, mit dem er lange in einer Gattung stand. Aufgrund molekulargenetischer Untersuchungen aus dem Jahr 2012 wird die Art allerdings nun in der monotypischen Gattung Agraphospiza geführt. Die seltene Art besiedelt Teile des Himalayas und der westlichen Volksrepublik China.

## Beschreibung

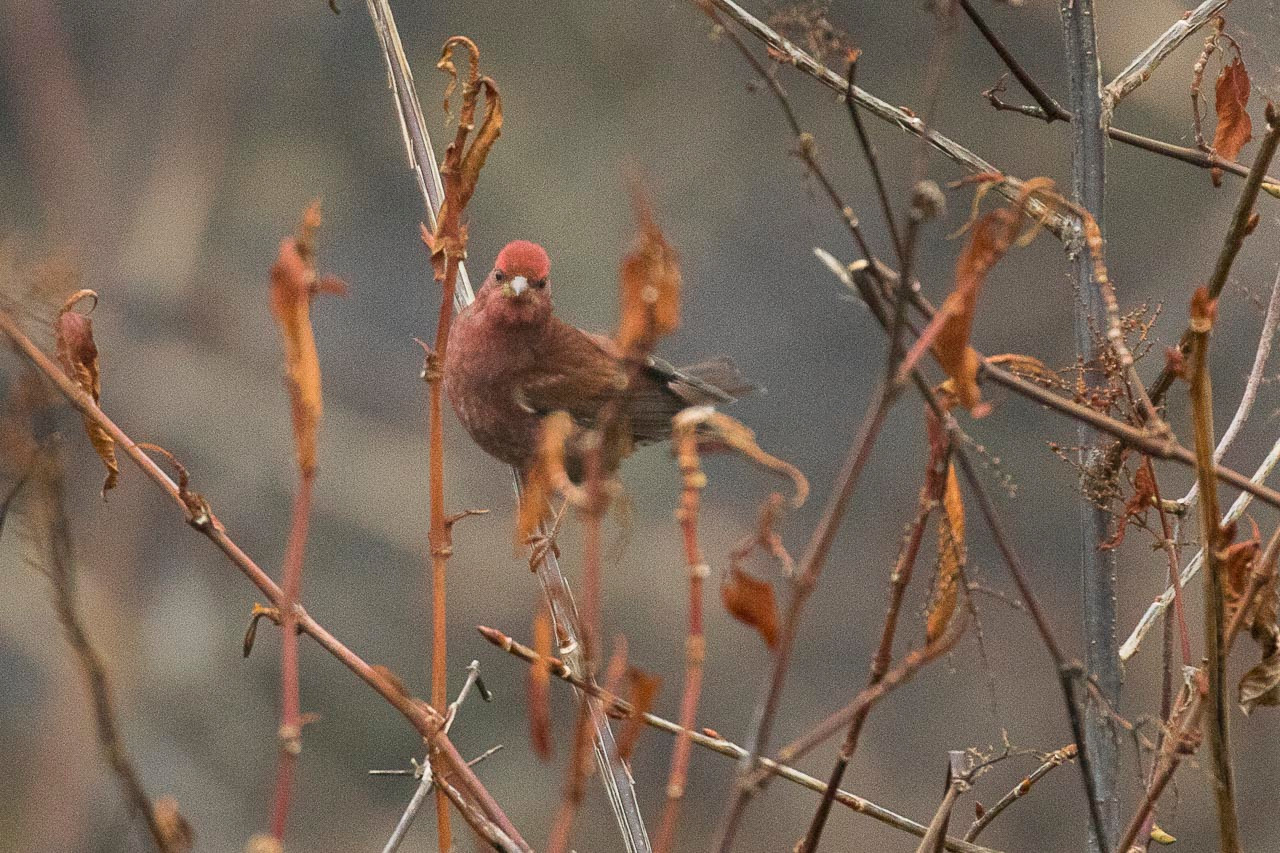
Männlicher Blanfordgimpel

Der Blanfordgimpel ist mit 15 cm etwa so groß wie ein Grünling. Die Flügellänge des Männchens beträgt 80–85 mm, die des Weibchens 76–81 mm. Die Schwanzlänge liegt zwischen 49 und 55 mm.
Die Geschlechter unterscheiden sich deutlich in der Gefiederfärbung. Der Kopf des Männchens ist kräftig rot gefärbt, die Oberseite ist etwas dunkler mit zwei helleren, roten Flügelbinden. Die Körperseiten sind rötlich, der Unterbauch ist heller bis hin zu beige. Das Weibchen ist auf der Oberseite einfarbig olivbraun und bisweilen rötlich überhaucht. Die Unterseite ist heller bis beige. Das Jugendkleid ähnelt dem des Weibchens. Männchen im ersten Winter sind oberseits weniger kräftig gefärbt als adulte Exemplare.
Die Art ist monotypisch. Vögel aus der chinesischen Provinz Yúnnán sind etwas dunkler und wurden früher als Unterart saturatior beschrieben.
Der Gesang ist bislang nicht beschrieben worden. Der Ruf ist ein dünnes, hohes sip oder eine steigende und fallende Reihe von Lauten, etwa pit-schu pit-tschit tschi-it tschit-ju.

## Verbreitung, Lebensraum und Lebensweise
Der Blanfordgimpel bewohnt den Himalaya von Zentral-Nepal und dem westlichen Tibet ostwärts bis Sikkim, Bhutan und Arunachal Pradesh. Er besiedelt den Westen und Nordwesten von Yúnnán, das westliche und zentrale Sichuan und das südöstliche Gānsù. Die Art ist überall recht selten, wird aber aufgrund der Größe ihres Verbreitungsgebiets als nicht gefährdet eingestuft.
Man findet den Blanfordgimpel in offenen Waldlichtungen im Nadel-, Misch- und Birkenwald. Er kommt im Sommer in Höhen bis zu 4000 m vor und wandert im Winter in tiefere Lagen zwischen 1500 und 2500 ab. In der Brutzeit ist die Art paarweise anzutreffen, im Winter bilden sich Trupps mit bis zu 30 Exemplaren. Über Nahrung und Brutbiologie ist nichts bekannt.